# Faxe Ladeplads
Faxe Ladeplads er en by på Sydsjælland med 2.483 indbyggere  (2024). Den ligger i Hylleholt Sogn under Faxe Kommune og befinder sig 5 kilometer sydøst for Faxe. Faxe Ladeplads ligger i Region Sjælland.
Faxe Ladeplads er i dag først og fremmest en stations- og havneby med både industrihavn, fiskeri- og lystbådehavn. Den er omgivet af en natur præget af skov og strand, og specielt Dyrehaven og Feddet vest for byen er meget attraktive naturområder. Dyrehaven er præget af gamle ege og to gravhøje, "Troldhøje". Skoven strækker sig helt ud til kysten, hvor en stejl klint danner grænsen til Faxe Bugt med vid udsigt til Feddet, Jungshoved og Møn.

## Byens historie
Byen hed oprindeligt Hylleholt og benævnes sådan allerede i 1500-tallet; men det nuværende navn fik byen, da Vemmetofte Kloster og grevskabet Bregentved i 1862-64 anlagde en havn på stedet, som skulle fungere som ladeplads for kalk produceret i Faxe Kalkbrud. En østligere havn, Rosendals Havn, anlagt i 1870, er tilsandet.
Landsbyen blev udskiftet i 1809. I byen ligger sognekirken Hylleholt Kirke, der blev indviet i 1878.
Østbanen, der går fra Køge til Hårlev med forgreninger til Rødvig og Faxe Ladeplads, blev indviet 1879.
Faxe Ladeplads var hovedbyen i den tidligere Hylleholt Kommune, som blev udskilt fra Fakse Kommune i 1902, men genforenet hermed i 1968.

## Demografi
Pr. 1. januar, medmindre andet er angivet
| År                | Antal |
| ----------------- | ----- |
| 9. november, 1970 | 1.801 |
| 1976              | 1.919 |
| 1981              | 2.111 |
| 1986              | 2.205 |
| 1990              | 2.539 |
| 1996              | 2.671 |
| 2000              | 2.738 |
| 2004              | 2.792 |
| 2008              | 2.906 |
| 2010              | 2.902 |

## Galleri
- Hylleholt Kirke